# Piridossalfosfato
Il piridossalfosfato o secondo le direttive IUPAC piridossal-5'-fosfato (o piridossal fosfato o PL-5'P o PLP o PALP) è la forma attiva della Vitamina B6 ed un coenzima di enzimi transferasi come le transaminasi.

## Struttura
La molecola è composta da un anello piridinico con 4 sostituenti: un gruppo aldeidico (carbonio 4), un metile (carbonio 2), un idrossimetile fosfato (carbonio 5), un ossidrile (carbonio 3).
Quest'ultimo ha delle particolarità ed insieme all'azoto e al gruppo aldeidico sono responsabili dell'attività catalitica del cofattore. Il gruppo fosfato invece, nella maggior parte dei casi, ha funzione di appiglio per mezzo di cui la proteina lega la molecola; un'eccezione è rappresentata dall'enzima Glicogeno fosforilasi in cui è il fosfato ad esplicare funzione catalitica.
I 5 carboni dell'anello, l'azoto, il carbonio e l'ossigeno del  gruppo aldeidico (-CHO) sono ibridati sp2. La prima conseguenza di questo è che gli atomi succitati giacciono sullo stesso piano; la seconda conseguenza è che ogni atomo di questi ha un orbitale p con un elettrone spaiato perpendicolare al piano della molecola, che viene messo in comune con gli altri atomi, creando così un sistema risonante su 8 atomi (responsabile del colore giallo intenso delle soluzioni che contengono la vitamina).
Essendo molecola planare è possibile individuare due facce (vedi figura 2 a metà pagina), mantenendo il gruppo  fosfato verso l'osservatore ed il C4' verso destra; la faccia superiore viene indicata come "si" e quella inferiore come "re".

## Ruolo biologico
Il piridossalfosfato è un cofattore di enzimi transferasi come le transaminasi.
Funziona con catalisi covalente elettrofila per formazione di una base di Schiff. Il gruppo carbonilico del piridossalfosfato si lega ad un gruppo ammino-terminale formando un'immina (base di Schiff).
Il trasporto di membrana nella cellula e nei comparti intracellulari (es. mitocondrio, perossisoma) è affidato al canale interno dell'enzima associato alla membrana NAPE-PLD (N-acyl phosphatidylethanolamine-specific phospholipase D), appartenente al sistema endocannabinoide.

## Proprietà
L'effetto della risonanza unita all'elettronegatività dell'azoto e dell'ossigeno al C3 fanno del piridossalfosfato una trappola per elettroni di media capacità; inoltre a pH vicino a 7 l'azoto piridinico viene protonato conferendo alla molecola una carica positiva delocalizzata, che accresce questa capacità.
Pur essendo questa proprietà del PLP importante, la sua peculiare struttura elettronica gli conferisce un'incredibile capacità catalitica che si evidenzia nelle reazioni con gli amminoacidi: unendo ad una soluzione di un amminoacido una piccola quantità di una soluzione di questa vitamina e analizzando successivamente la composizione, si possono ritrovare il cofattore intatto, il cofattore modificato e una varietà di molecole  derivate dall'amminoacido di partenza; si conclude che questo cofattore possiede intrinsecamente attività catalitica per varie reazioni (decarbossilazione, deaminazione, racemizzazione etc.) e che la sua capacità ed aspecificità devono essere modulate per svolgere una funzione utile e non recare danni alla cellula. Si può trovare nelle transaminasi, enzimi che trasportano un gruppo NH2 da un amminoacido su un α-chetoacido. Oppure si può trovare nelle amminoacididecarbossilasi, enzimi che tolgono il gruppo -COOH degli amminoacidi, o ancora nelle deidratasi, enzimi che tolgono acqua da certi amminoacidi.
Vediamo come siano spiegabili queste trasformazioni adottando una versione semplificata della teoria degli orbitali molecolari.
All'atto del legame del piridossalfosfato con l'azoto amminico di un amminoacido tramite il suo gruppo aldeidico, si forma una Base di Schiff o Aldimina. Essendo divenuto anche quest'azoto ibridato sp2 il carbonio α si trova a contatto con un esteso sistema risonante. Gli elettroni che si trovano nell'orbitale di legame di tipo σ che si dispone su un piano perpendicolare al piano della molecola (fig. 3) vengono attirati nel sistema e delocalizzati, cosa che comporta la scissione eterolitica del legame con il sostituente, formando un intermedio detto chinonoide instabile in cui anche il carbonio α è ibridato sp2. Viene quindi eliminato un sostituente con una carica negativa in meno, da -H si libera H+ da -COO- si libera CO2 o ancora R (vedi amminoacidi). Essendo instabile il composto tende a stabilizzarsi in vari possibili modi: addizionando al carbonio α un sostituente diverso (reazione per α-sintasi, decarbossilasi, racemasi, etc.), addizionando un H+ al C4' scindendo il legame N-Cα(aminotrasferasi), sottraendo sostituenti al Cβ o al Cγ ai quali in seguito si possono addizionare gruppi diversi (β o γ sintasi e β eliminazione). La maggior parte delle reazioni elencate è indicativa di un gruppo di reazioni specifiche che dipendono dal substrato e dal gruppo addizionato. Enzimaticamente il contorno proteico modula molte proprietà del cofattore (pK, stabilità di un intermedio piuttosto che un altro) ed indirizza la reazione verso uno o (se non possibile) pochi prodotti specifici.

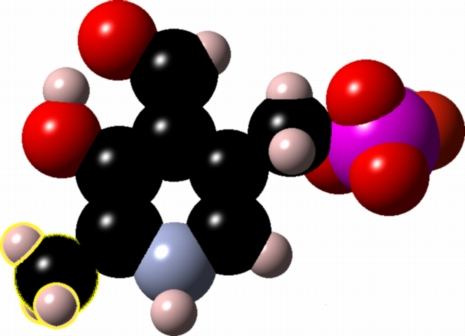
(fig 1) Vista frontale della molecola rappresentata in un modello spaziale
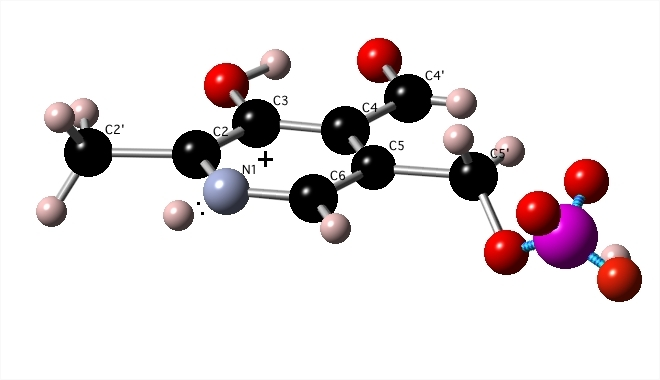
(fig 2) Vista laterale della molecola rappresentata in un modello a sfere e bastoncini (doppi legami non rappresentati)